# Ferrières-Poussarou
Ferrières-Poussarou település Franciaországban, Hérault megyében. Lakosainak száma 67 fő (2022. január 1.). Ferrières-Poussarou Babeau-Bouldoux, Berlou, Pardailhan, Pierrerue, Prades-sur-Vernazobre, Riols, Saint-Chinian és Saint-Étienne-d’Albagnan községekkel határos.

## Népesség
A település népességének változása:
| Lakosok száma | 40   | 35   | 40   | 59   | 81   | 75   | 61   | 55   | 52   | 67   |
|               | 1968 | 1982 | 1990 | 2006 | 2013 | 2015 | 2017 | 2019 | 2020 | 2022 |